# Jefferson megye (Nebraska)
Jefferson megye az Amerikai Egyesült Államokban, azon belül Nebraska államban található. Megyeszékhelye és legnagyobb városa Fairbury. Lakosainak száma 7240 fő (2020. április 1.). Jefferson megye Saline, Washington, Gage, Fillmore, Thayer és Republic megyékkel határos.

## Népesség
A megye népességének változása:
| Lakosok száma | 7534 | 7564 | 7554 | 7560 | 7263 | 7240 |
|               | 2010 | 2011 | 2012 | 2013 | 2015 | 2020 |